# Лупче-Савино (посёлок)
Лу́пче-Са́вино — военный посёлок, включенный в черту города Кандалакша Мурманской области России. Въезд на его территорию осуществляется строго по пропускам.

## География

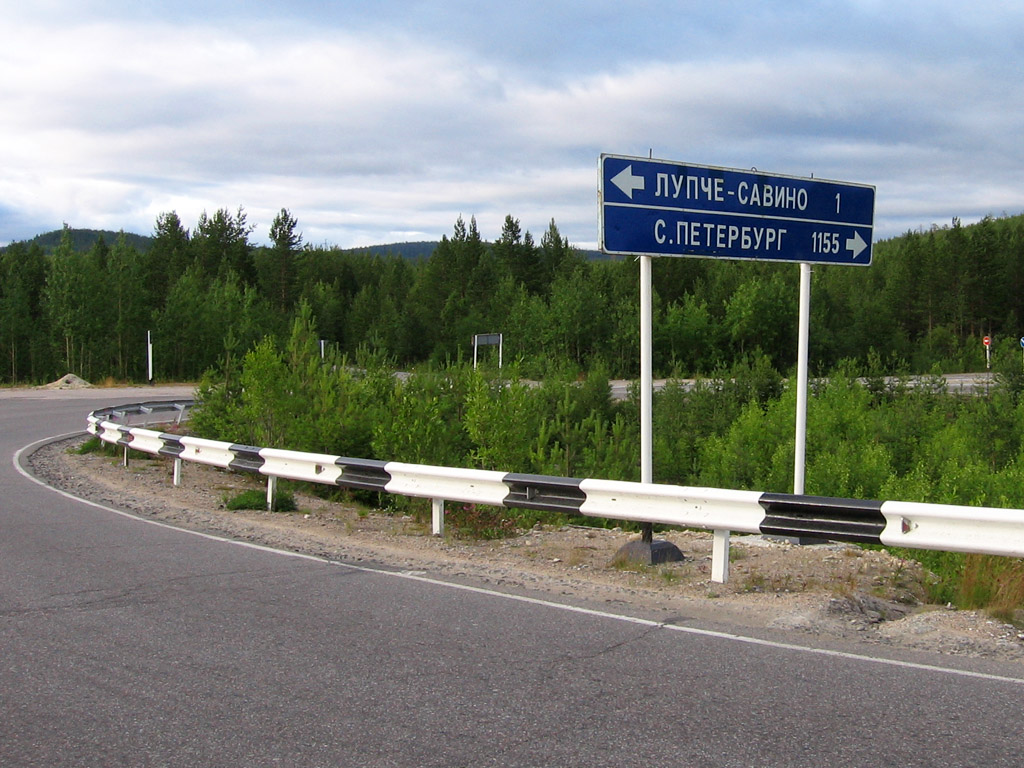
Дорога на Лупче-Савино

Расположен при реке Лупче-Савино, в 7 км к северо-западу от центра города Кандалакша, вблизи от федеральной трассы «Кола».

## История
В 1941—1944 годах через него прошли десятки тысяч призванных в Красную Армию жителей Мурманской области. Сейчас в Лупче-Савино около 70 работников местной военной части, из них 8 официально военные. В 2012 году закончили уничтожать боезапасы ещё с ВОВ. Это происходило на полигоне, который находится в 4 км от посёлка (в 11 км от Кандалакши).

## Инфраструктура
Состоит из двух гарнизонов.
На территории Лупче-Савино расположены военная комендатура, избирательный участок, офицерское кафе, столовая, магазин, библиотека, спортивные сооружения, а также необходимые объекты инфраструктуры.

## Достопримечательности, памятные места

Памятник в Лупче-Савино

Кладбище советских воинов, погибших в годы Великой Отечественной войны 1941—1945 гг. («Старое кладбище» города Кандалкши).
17 октября 2007 открыт воинский мемориал, посвящённый воинам, павшим в годы Великой Отечественной войны.

## Транспорт
Остановка общественного транспорта «Лупче-Савино-1».